# 히간테스 데 카롤리나
히간테스 데 카롤리나(Gigantes de Carolina)는 푸에르토리코 카롤리나에 위치한 프로 야구팀이다. 푸에르토리코 베이스볼 리그 소속이며, 로베르토 클리멘테 스타디움을 홈구장으로 사용하고 있다. 총 2회의 리그 우승을 차지하였다.

## 야구단 정보
| 투수   | 루이스 아로요 · 자비어 세데뇨 · 엑토르 코레아 · 맷 데살보 · 쇼키 카사하라 · 존 루잔 · 아달베르토 멘데즈 · 아이덴 나자리오 · 줌페이 오노 · 후안 페레즈 · 훌리오 로드리게스 · 엑토르 산티아고 · 지나보니 소토 · 짐 에드 워덴 |
| 포수   | 카를로스 코르포란 · 안토니 가르시아 · 르네 가르시아 · 조브두안 모랄레스 · 르네 리베라 |
| 내야수 | 페드로 발데스 · 알렉스 킨트론 · 제프 도밍게스 · 엔리크 에르난데즈 · 오스발도 마르티네즈 · 라마데스 나라지오 · 제프 네트레스 · 윌베르토 오티즈                                                                              |
| 외야수 | 히람 보카치카 · 다니엘 카롤 · 브래드 쿤 · 레이몬드 푸엔테스 · 카브리엘 로사 |